# N902iS
FOMA N902iS（フォーマ・エヌ きゅう まる に アイ・エス）は、NECが開発した、NTTドコモの第三世代携帯電話 (FOMA) 端末製品である。

## 概要
2006年6月9日より販売されている。N902i のマイナーチェンジモデルだが、そのデザインには大幅な変更が加えられた。
形状は折りたたみ式で、開いたときにディスプレイ部分と操作部分がヒンジ部分を挟んで整合する Link Face Design が特徴的である。カラーバリエーションはアイスシルバー、ジュエルピンク、ピスタッシュグリーン、ラセットブラックの4種類。ボタンはオレンジ色に光る。
NTTドコモの国際ローミングサービス WORLD WING に対応。ただし、通信・通話が可能なのは、W-CDMA方式の3Gネットワークが利用できる地域に限られる。
メインディスプレイには2.5インチ モバイルシャインビュー EX 液晶 (QVGA+ TFT) を採用。明るさは430カンデラに高められている。従来のNEC製端末ではディスプレイ背面に装備されていたアウトカメラは底面、ヒンジ部分付近に移動。端末を閉じた状態でも、サブディスプレイをファインダーにしながら、アシストキーでシャッターを切ることができる。
有効画素数200万ながらも高精細な400万画素相当の画像が撮影できるスーパーCCDハニカムには、オートフォーカス機能を装備。N902iで実装されていた手ぶれ補正機構はスーパーデジタル手ブレ補正へと改良され、縦方向・横方向・手前～奥方向の3軸、さらにそれぞれの軸を中心とした回転ぶれ、合計6軸方向の手ぶれをデジタル画像処理によって強力に補正する。テレビコマーシャル（ロデオガール篇）ではタレントの土屋アンナがロデオマシーンにまたがり、大きく揺さぶられながらもぶれのない画像が撮影できるとアピールしている。NECのスーパーCCDハニカム搭載端末はN902iSで最後となり、後継のN903iではCMOSイメージセンサに変更されている。
サブディスプレイ付近にはiモードFeliCaに対応するFeliCaを内蔵。NTTドコモのクレジットサービスであるDCMXを利用するためのアプリケーションもあらかじめインストールされている。おサイフケータイとしての側面が強くなったことで、セキュリティ性を高めるべく従来の暗証番号入力に加えインカメラによる顔認証機能 NeoFace Mobile（ネオフェイス・モバイル）が追加された。これはNECが開発した生体認証技術 NeoFace（ネオフェイス）を携帯機器向けとしたものである。
外部メモリーカードは1GBまでのminiSDに対応。SDオーディオにも対応し、AAC形式の楽曲ファイルを再生できる。音楽配信サイトのMOOCSより入手した楽曲も、パソコン経由で転送すれば再生できる。
オペレーティングシステムはLinux。プリインストールされているアプリケーションソフトウェアは、ACCESS製フルブラウザの「NetFront」、目的地までの経路を表示する「ゼンリン地図+ナビN」、気になるグッズや製品をカメラで撮影し関連情報を検索する「カメラでケンサク! ERサーチ」、『ドラゴンクエスト不思議のダンジョンMOBILE』、『ダービースタリオン for N902iS』。
従来の同社製端末では大きな革新が見られなかった日本語入力システムは、N902iSでは新開発の Mogic Engine（モジックエンジン）を採用するなど改良が加えられた。これは直前に入力した単語あるいは決定した単語から、次に出てくると推測される文字を予測するシステムである。また、かな入力モードでも簡単に英数字に変換できる「モードレス入力」（他社では「英数字変換」などと呼ばれている機能）を搭載した。さらに、顔文字や絵文字も予測変換の対象となった。なお、引き続きT9ダイレクトも採用されている。

## 沿革
- 2006年4月7日: 電気通信端末機器審査協会 (JATE) による審査を通過（認定番号: A06-0134001）。
- 2006年5月11日: D902iS・F902iS・N902iS・P902iS・SH902iS・SO902iWP+・DOLCE SL (SH902iSL) ・N902iX HIGH-SPEEDの開発が発表。
- 2006年6月9日: N902iS 発売開始。CMキャラクターは土屋アンナ。